# Hexacentrus spiniger
Hexacentrus spiniger är en insektsart som beskrevs av Heinrich Hugo Karny 1920. Hexacentrus spiniger ingår i släktet Hexacentrus och familjen vårtbitare. Inga underarter finns listade i Catalogue of Life.